# Georg Schmitz (Politiker, 1950)
Georg „Schorsch“ Schmitz (* 1950 in Geilenkirchen) war von 2015 bis 2020 Bürgermeister der Stadt Geilenkirchen im Kreis Heinsberg in Nordrhein-Westfalen.

## Leben und Beruf
Nach dem Realschulabschluss verdiente er sein erstes Geld als Diskjockey. Als die Discothek abbrannte, machte sich Schmitz mit einem Stehcafé und später mit einem Schallplattenladen und Videothek selbstständig. Seit 1978 arbeitete Schmitz auch als freiberuflicher Reporter und Journalist für die Rur-Wurm Nachrichten bzw. für die Geilenkirchener Zeitung (bis März 1996 Geilenkirchener Volkszeitung), der Regionalausgabe der Aachener Zeitung. Nach der Insolvenz seines Geschäfts wanderte er 1990 nach Thailand aus und eröffnete dort eine Strandbar. Im Jahre 1994 kehrte er in seine Heimatstadt zurück, heiratete und arbeitete wieder als Reporter und Journalist. Schmitz ist seit 2010 geschieden.

## Politische Laufbahn
In der Stichwahl am 27. September 2015 setzte er sich mit 55,1 % der abgegebenen Stimmen als parteiloser Kandidat gegen Ronnie Goertz (CDU) durch. Am 22. Oktober 2015 wurde er zum neunten Bürgermeister von Geilenkirchen der Nachkriegszeit vereidigt. Bei der Kommunalwahl am 13. September 2020 unterlag er mit 49,45 % seiner Gegenkandidatin Daniela Ritzerfeld, die 50,55 % der Stimmen erhielt, so dass er mit Wirkung vom 11. November 2020 aus dem Amt ausschied. Er führt fortan die Amtsbezeichnung Bürgermeister a. D.